# Jerzy Buzek

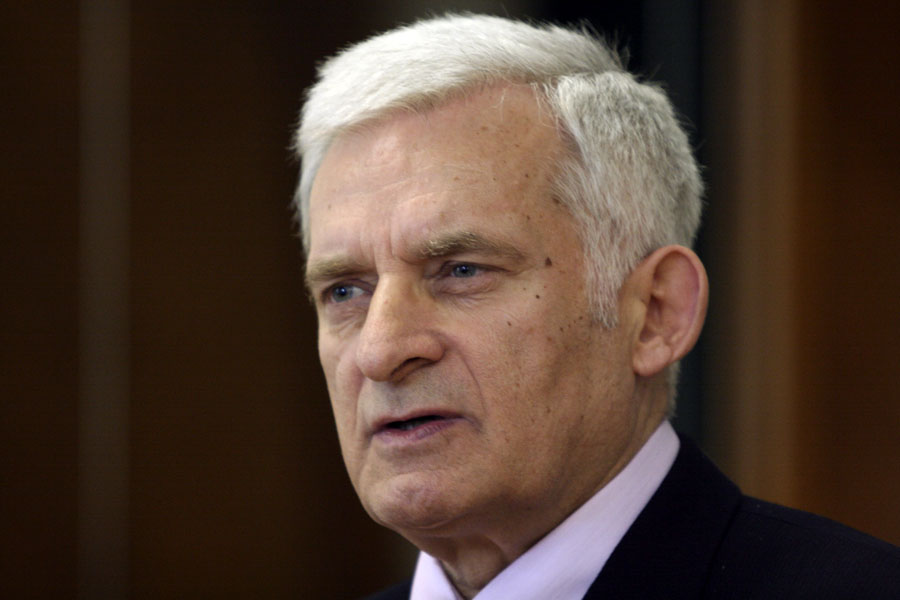
Jerzy Buzek

Jerzy Karol Buzek (n. 3 iulie 1940, Smilowitz, azi în Republica Cehă) este un om politic polonez, fost prim-ministru al Poloniei între 1997 și 2001 din partea formațiunii anticomuniste Akcja Wyborcza Solidarność, continuatoarea politică a Solidarității. Între 14 iulie 2009 - 17 ianuarie 2012 a deținut funcția de președinte al Parlamentului European (PE).
În iunie 2004 a fost ales membru al Parlamentului European din partea Poloniei pentru legislatura 2004-2009, cu un număr record de voturi. La alegerile din 2009 pentru Parlamentul European a obținut un nou mandat.
La data de 14 iulie 2009 a fost ales în funcția de președinte al Parlamentului European cu 555 de voturi "pentru" din cele 713 exprimate, fiind susținut de creștin-democrați, de social-democrați și de liberali. Creștin-democrații și social-democrații au convenit ca în a doua jumătate a legislaturii să-l aleagă în funcția de președinte al PE pe eurodeputatul german social-democrat Martin Schulz, înțelegere dusă la îndeplinire în data de 17 ianuarie 2012.
Jerzy Buzek a fost primul european din fostele țări comuniste care a deținut președinția Parlamentului European.
Este de confesiune luterană.

## Date biografice
S-a născut în 1940 în Smilowice, localitate aflată în prezent în Cehia.
După al doilea război mondial, familia sa s-a instalat în Chorzow, sudul Poloniei, și acolo a studiat la Școala Politehnică, lucrând apoi în învățământ și cercetare.
Între 1970 și 1971, urmează la Cambridge un stagiu universitar în urma căruia învață limba engleză.
Vorbește însă bine și germana și rusa.

## Activitatea politică
După formarea în 1980 a sindicatului Solidaritatea, Buzek înființează o secție a Solidarității la Institutul de Inginerie Chimică din Silezia.
Intră apoi în structurile regionale și naționale ale sindicatului, iar talentele sale politice se întrevăd la primul congres național al sindicatului, în 1981, pe care îl prezidează cu abilitate.
După proclamarea legii marțiale, la 13 decembrie 1981, Buzek organizează structurile clandestine ale sindicatului în Silesia, sub pseudonimul „Karol”.
În anul 1997 a devenit premier al Poloniei.
În perioada mandatului său, Polonia a aderat la NATO și a negociat condițiile de aderare la Uniunea Europeană.